# Andrea Prodan

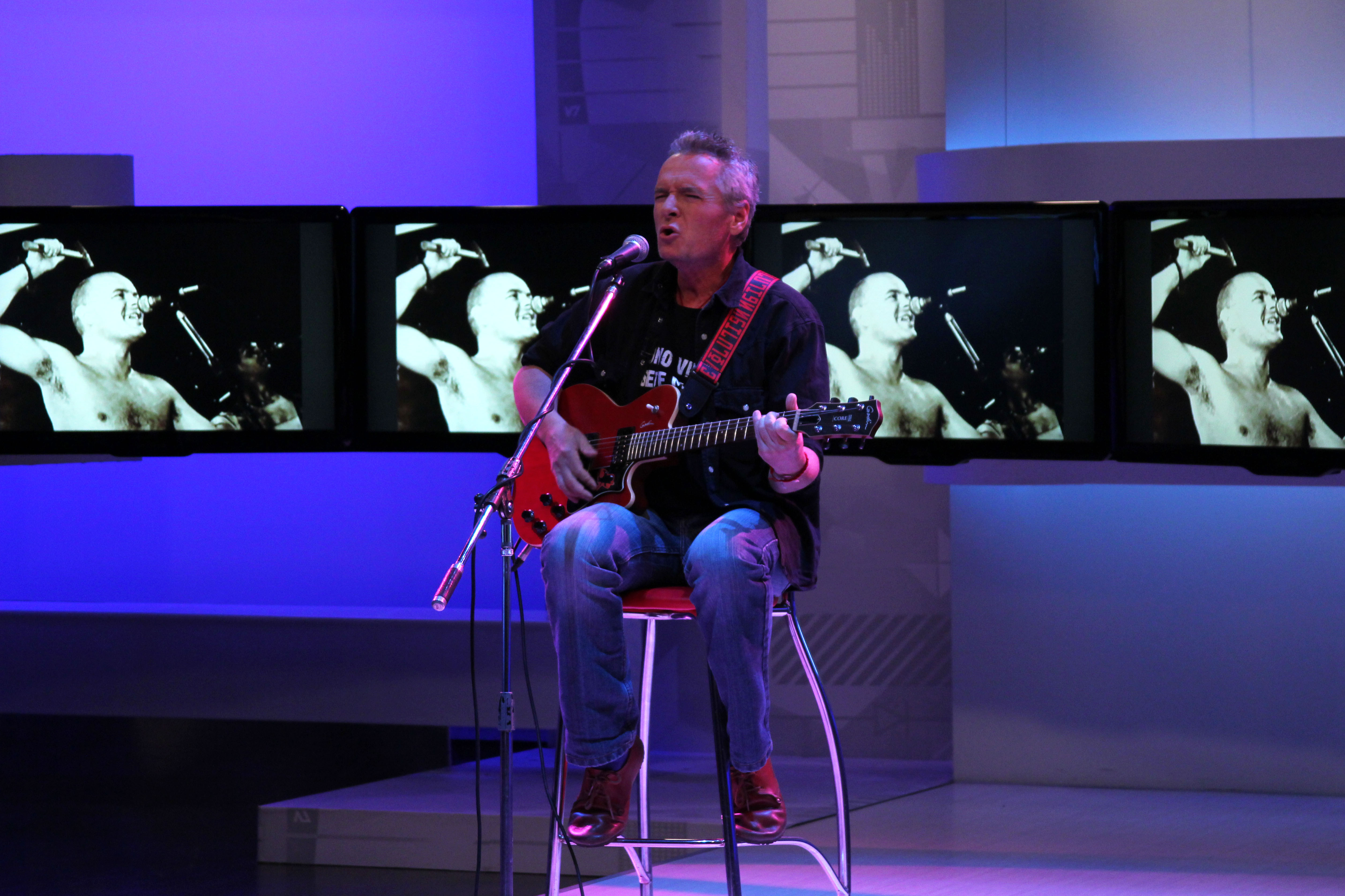
Andrea Prodan 2014

Andrea Giovanni Prodan (* 16. November 1961 in Rom, Italien) ist ein italienischer Filmschauspieler und Komponist von Filmmusiken.

## Biografie
Andrea Prodan ist das jüngste von vier Kindern eines italienischen Kunstexperten, der in den 1950er Jahren in den Cinecittà-Studios in Rom gearbeitet hatte, sowie einer schottischen Mutter. Sein älterer Bruder ist der in Argentinien bekannte Rock-Musiker Luca Prodan.
Prodan verbrachte seine Kindheit in England, wo er in Canterbury die Schule besuchte. 1981 musste Prodan zurück nach Italien kommen, da er aufgrund seiner italienischen Staatsbürgerschaft seinen Militärdienst ableisten musste.
Nach seiner Abmusterung begann er, als Laufbursche und Tonassistent für verschiedene Filmproduktionen zu arbeiten, und arbeitete so unter anderem 1983 für Peter Yates bei der Produktion von Krull.
Da Prodan zunächst Kameramann werden wollte und die Ausbildungsmöglichkeiten in seiner Wahlheimat England größer waren, zog Prodan zurück auf „die Insel“, wo er die University of Exeter absolvierte. Nachdem er bereits 1984 in Italien sein Filmdebüt als Schauspieler in Giochi d'estate gegeben hatte, erfolgte 1985 sein Durchbruch, als Regisseur Stuart Cooper Prodans Potenzial erkannte und ihn an der Seite von Schauspielgrößen wie Ava Gardner oder James Mason für eine Nebenrolle in seiner fünfteiligen Miniserie A.D. – Anno Domini verpflichtete.
Prodans ist abgesehen von wenigen Ausnahmen nur in Italien bekannt geworden. 1994 stand er in der Bibelverfilmung Die Bibel – Abraham vor der Kamera, der sein bekanntester Film werden sollte.
Andrea Prodan lebt heute sowohl in Buenos Aires (Argentinien), als auch in Córdoba. Er ist Bandleader einer Rockgruppe mit Namen Romapagana und feierte 2003 sein Debüt als Komponist für den argentinischen Film El Jardín primitivo.
Andrea Prodan ist Vater von zwei Kindern.

## Filmografie (Auswahl)
- 1985: A.D. – Anno Domini (A.D.)
- 1985: Leidenschaften (Interno Berlinese)
- 1987: Good Morning, Babylon (Good Morning, Babylonia)
- 1987: Der Bauch des Architekten (The Belly of an Architect)
- 1991: Glühender Himmel (The Burning Shore)
- 1991: Michelangelo – Genie und Leidenschaft (A Season of Giants)
- 1994: Die Bibel – Abraham (Abraham)
- 2000: Joseph von Nazareth (Giuseppe di Nazareth) (Fernsehfilm)